# Ciobănaș de la miori
Ciobănaș de la miori este un cântec popular interpretat de Lucreția Ciobanu.